# Gens Furia
Furius (deutsch Furier) war der römische Name der römischen gens Furia (wörtlich „[das] Geschlecht Furia“), einer alten patrizischen Familie (Gens) unsicherer Herkunft. Manchmal kommt bei ihnen noch die wohl ursprüngliche Namensform Fusius vor.
Es steht nicht sicher fest, ob die Furier ursprünglich aus Tusculum stammten. Jedenfalls wurde an diesem Ort in der Mitte des 17. Jahrhunderts ein Familiengrab von sieben Fourii entdeckt. Ab dem 5. Jahrhundert v. Chr. tauchen in den Quellen Angehörige des Geschlechts als Mitglieder der Nobilität der Römischen Republik auf. Diese ältesten quellenmäßig belegten Furier gehörten drei Zweigen des Geschlechts, nämlich den Fusi, Medullini und Camilli an. Weitere Linien der Furier während der Republikszeit waren die Bibaculi, Crassipedes, Pacili, Phili und Purpureones. Zu den bei den Furiern vorkommenden Vornamen gehörten Agrippa, Gaius, Lucius, Marcus, Publius, Sextus und Spurius.

## Mitglieder
- Agrippa Furius Fusus, Konsul 446 v. Chr.
- Aulus Furius Antias, Dichter, etwa 100 v. Chr.
- Aulus Furius Saturninus, römischer Offizier
- Decimus Furius Octavius Secundus, römischer Offizier (Kaiserzeit)
- Furius Crassipes, Ehemann von Ciceros Tochter Tullia
- Gaius Furius Sabinius Aquila Timesitheus, Prätorianerpräfekt 241
- Lucius Furius Diomedes, antiker römischer Toreut
- Lucius Furius Purpureo, Konsul 196 v. Chr.
- Marcus Furius Crassipes, Prätor 187 und 173 v. Chr.
- Marcus Furius Fusus, römischer Politiker
- Marcus Maecius Memmius Furius Baburius Caecilianus Placidus, Konsul 343
- Publius Furius Rusticus, römischer Offizier
- Sextus Furius, Konsul 488 v. Chr.
- Spurius Furius (Medullinus?), Konsulartribun 378 v. Chr.
- Titus Furius Victorinus, Prätorianerpräfekt 160-168

### Furii Bibaculi
- Furius Bibaculus, römischer Magister der Salier, Vater des Prätors
- Lucius Furius Bibaculus (Prätor), römischer Politiker, Prätor zwischen 226 und 219 v. Chr.
- Lucius Furius Bibaculus (Quästor), römischer Politiker, Quästor, fiel in der Schlacht von Cannae
- Marcus Furius Bibaculus, römischer Dichter und Neoteriker, 1. Jahrhundert v. Chr.

### Furii Camilli
- Lucius Furius Camillus (Konsul 349 v. Chr.), römischer Politiker, Diktator 350 v. Chr. und 345 v. Chr.
- Lucius Furius Camillus (Konsul 338 v. Chr.), römischer Politiker, Konsul 338 v. Chr. und 325 v. Chr.
- Marcus Furius Camillus, römischer Politiker, mehrfach Konsulartribun und Diktator, Zensor 403 v. Chr.
- Marcus Furius Camillus (Konsul 8), römischer Konsul im Jahr 8

### Furii Medullini
- Lucius Furius Medullinus (Konsul 474 v. Chr.), römischer Konsul
- Lucius Furius Medullinus (Konsulartribun 432 v. Chr.), römischer Konsulartribun 432, 425 und 420 v. Chr., möglicherweise identisch mit dem Konsul der Jahre 413 und 409 v. Chr.
- Lucius Furius Medullinus (Konsulartribun 407 v. Chr.), Konsulartribun 407, (405,) 398, 397, 395, 394 und 391 v. Chr., möglicherweise identisch mit dem Konsul der Jahre 413 und 409 v. Chr.
- Lucius Furius Medullinus (Konsulartribun 381 v. Chr.), römischer Konsulartribun 381 und 370 v. Chr., Zensor 363 v. Chr.
- Publius Furius Medullinus Fusus, Konsul 472 v. Chr.
- Spurius Furius Medullinus, Konsulartribun 400 v. Chr.
- Spurius Furius Medullinus Fusus (Konsul 481 v. Chr.), römischer Politiker
- Spurius Furius Medullinus Fusus (Konsul 464 v. Chr.), römischer Politiker

### Furii Pacili
- Gaius Furius Pacilus (Konsul 412 v. Chr.)
- Gaius Furius Pacilus (Konsul 251 v. Chr.)
- Gaius Furius Pacilus Fusus, Konsul 441 v. Chr.

### Furii Phili
- Lucius Furius Philus, Konsul 136 v. Chr.
- Publius Furius Philus (Konsul 223 v. Chr.) († 213 v. Chr.), römischer Politiker, Zensor 214 v. Chr.
- Publius Furius Philus (Prätor), römischer Politiker, Prätor 174 v. Chr.